# SPLASH!
《SPLASH!》，是日本摇滚组合B'z的第42張單曲。2006年6月7日由VERMILLION RECORDS于日本发行，最終銷量約33萬張。

## 收錄曲
| 曲序 | 曲目    | 时长 |
| ---- | ------- | ---- |
| 1.   | SPLASH! | 3:37 |
| 2.   | MVP     | 3:56 |

## 制作人员
- 松本孝弘：吉他・全曲作曲・編曲
- 稻叶浩志：主唱・全曲作詞・編曲
- Shane Gaalaas：鼓手
- 德永曉人：电贝司・全曲編曲
- 武田和大：萨克斯风（#2）
- 宮崎隆睦：萨克斯风（#2）
- 上石統：小號（#2）
- 東條あづさ：长号（#2）
- TAMA MUSIC：弦乐演奏（#2）
- NAGATA MAKI：弦乐演奏（#2）
- 池田大介：弦乐編曲（#2）

## 收录专辑
- 《MONSTER》 （#1）
- 《B'z The Best "ULTRA Pleasure"》 （#1）